# 新伊萬尼夫卡 (巴什坦卡區)
47°22′7″N 32°35′28″E / 47.36861°N 32.59111°E
新伊萬尼夫卡（烏克蘭語：Новоіванівка）是位於烏克蘭南部的村莊，由尼古拉耶夫州巴什坦卡區的巴什坦卡市鎮負責管轄。該村始建於1829年，面積2.7平方公里，海拔高度76米，2001年人口622，人口密度每平方公里230.4人。